# Chris Gueffroy
Chris Gueffroy (né le 21 juin 1968 et mort le 6 février 1989  à Berlin) fut l'avant-dernière victime du Mur de Berlin, la dernière étant Winfried Freudenberg (chute en ballon le 8 mars 1989).

## Biographie

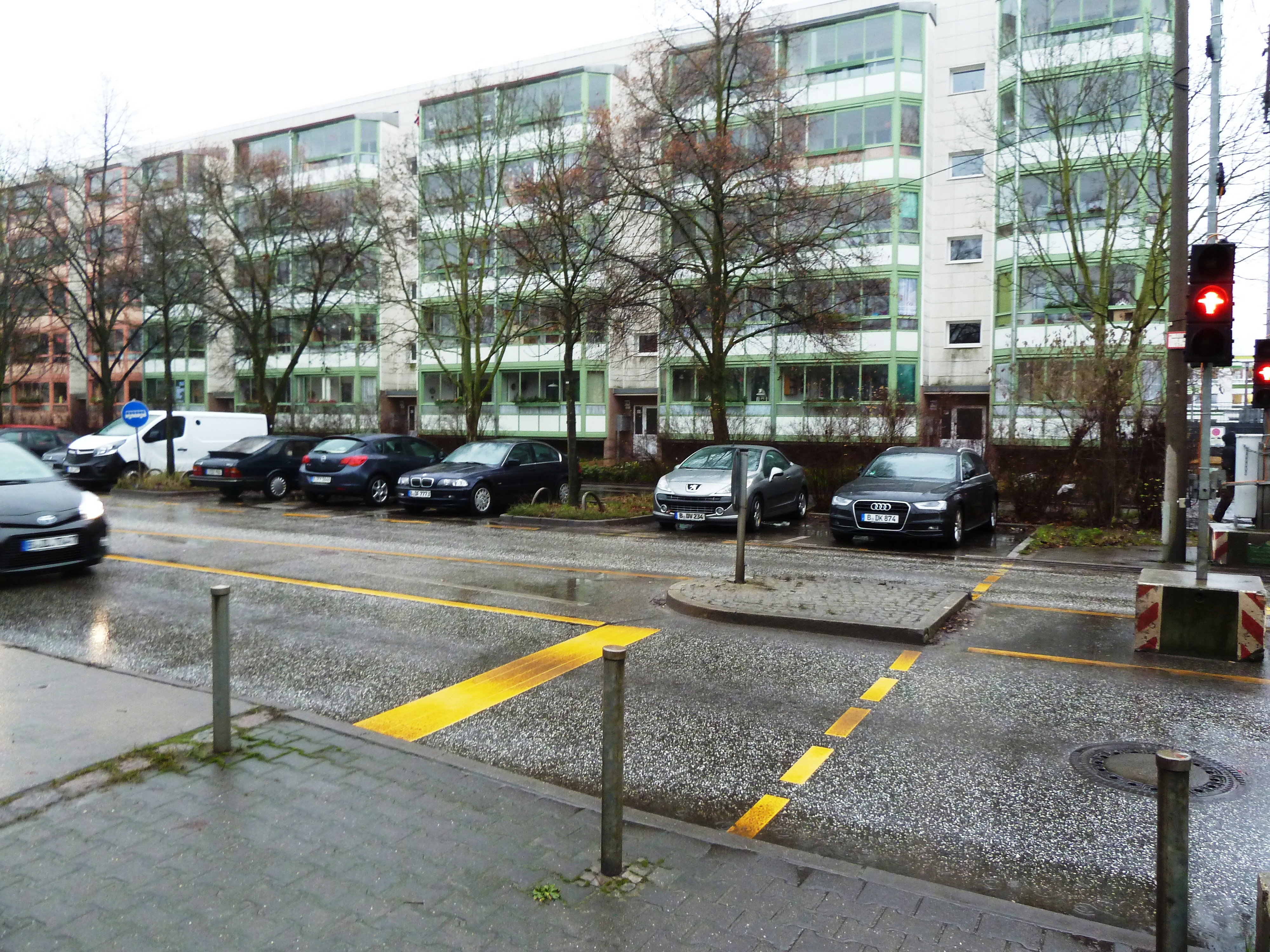
Südostallee 218, Johannisthal, Treptow, Berlin-Est. Dernière résidence de Chris Gueffroy.

Chris Gueffroy, garçon de café qui souhaitait échapper au service militaire au sein de l'armée de la RDA, entreprend de traverser le mur à la suite d'une rumeur qui prétend que l'ordre de tir était suspendu jusqu'à nouvel ordre.
Chris Gueffroy se risque à franchir le Mur, non loin du palais du Reichstag, en compagnie de Christian Gaudian, durant la nuit du 5 au 6 février 1989. Il tombe sous les balles des troupes de frontières de la RDA, l'une l'atteignant au cœur. Christian Gaudian est gravement blessé.

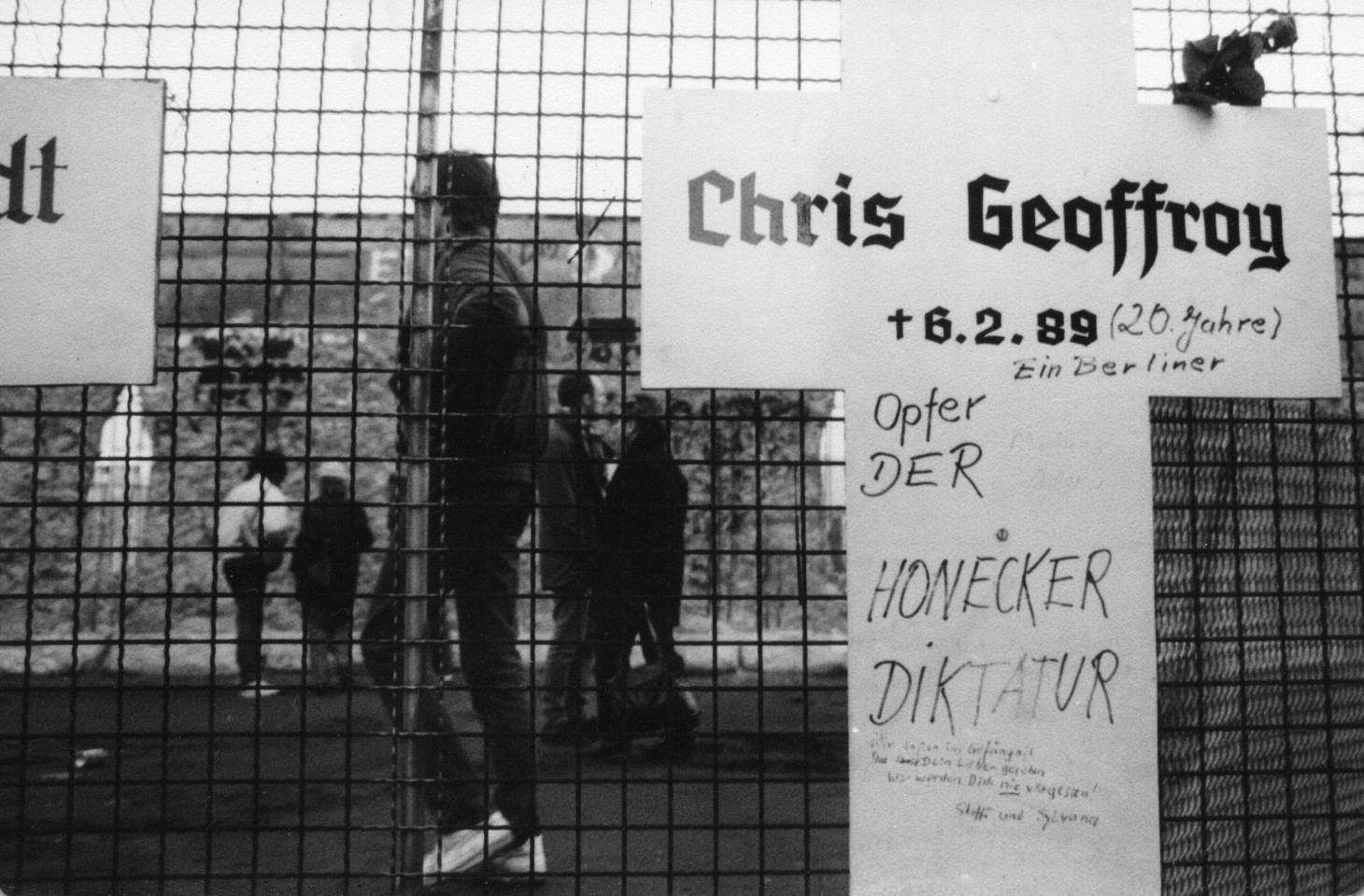
Croix en souvenir de Chris Gueffroy dans la région du bâtiment du Reichstag. En arrière-plan, le mur déjà en partie détruit (hiver 1989-1990).

Christian Gaudian écopa le 24 mai 1989 d'une peine de prison ferme de 3 ans, avant d'être racheté par la RFA le 17 octobre 1989, soit 3 semaines avant la chute du Mur.
Les quatre soldats de frontière impliqués furent récompensés par les autorités est-allemandes, chacun par une prime de 150 marks. À la réunification, un procès fut néanmoins ouvert à Berlin par la justice de l'Allemagne. Deux soldats sont acquittés en janvier 1992, un est condamné à une peine avec sursis, alors que le principal accusé est condamné à une peine ferme de trois ans et demi (peine réduite par le tribunal fédéral à deux ans - avec sursis - en 1994).

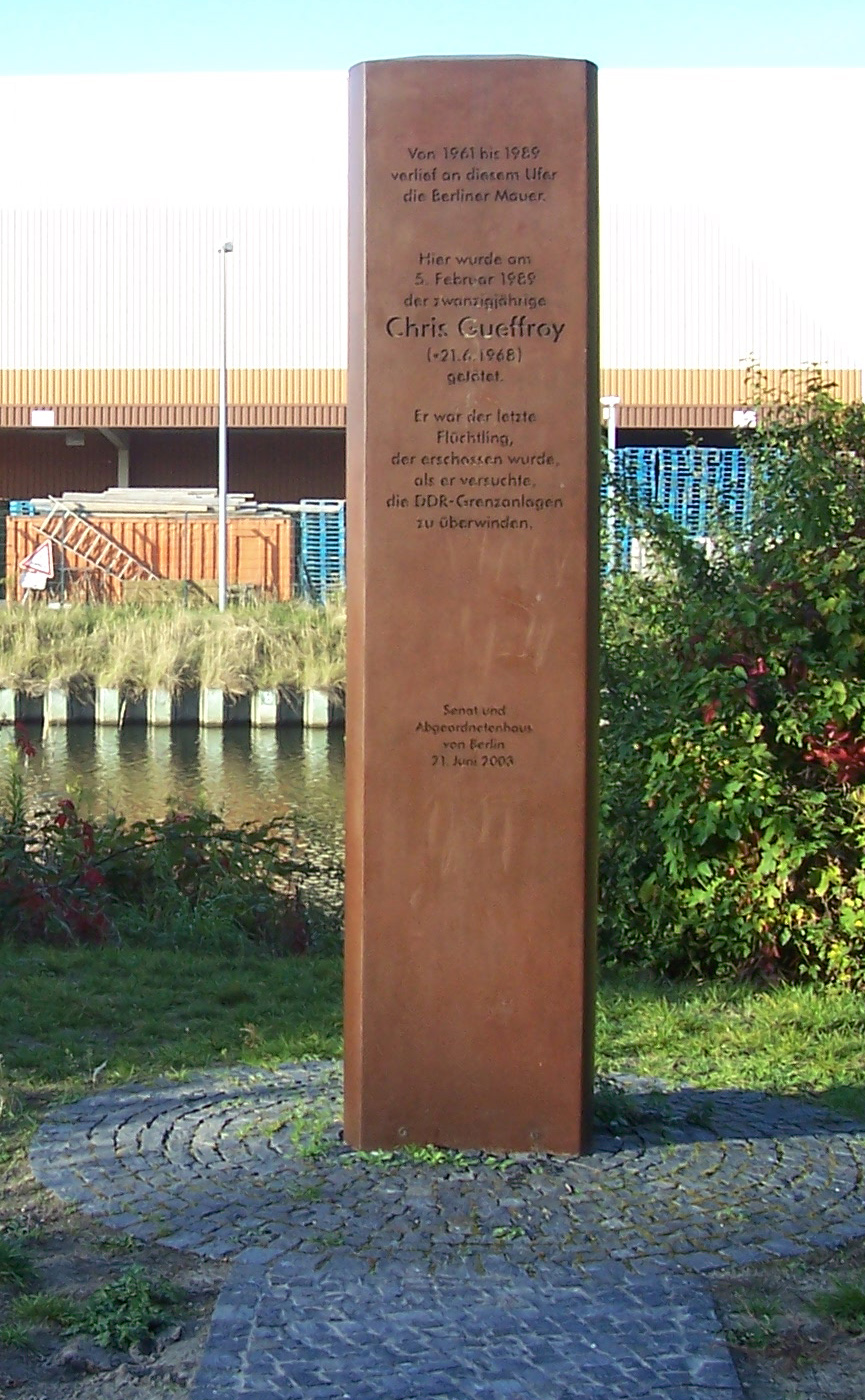
Stèle commémorative le long du canal de Britz.

Chris Gueffroy, mort à 20 ans, par balles, moins d'une année avant la chute du Mur, est l'un des symboles de l'injustice du régime est-allemand.
Une croix en hommage à Chris Gueffroy (écrit Chris Geoffroy) fut posée non loin du Reichstag jusqu'à la réunification de l'Allemagne : on rappelait ainsi à l'Ouest toutes les victimes - connues - du Mur.
La tombe de Gueffroy fut vandalisée à plusieurs reprises. Le 21 juin 2003, jour des 35 ans de Gueffroy. Une stèle commémorative fut érigée au bord du canal de liaison du Britzer.

## Sources
- (de) Cet article est partiellement ou en totalité issu de l’article de Wikipédia en allemand intitulé « Chris Gueffroy » (voir la liste des auteurs).